# Didymocantha quadriguttata
Didymocantha quadriguttata là một loài bọ cánh cứng trong họ Cerambycidae.